# Оттон Савойский (герцог Монферрато)
Отто́н Евге́ний Мари́я Саво́йский (итал. Oddone Eugenio Maria di Savoia; 11 июля 1846, Раккониджи, Сардинское королевство — 22 января 1866, Генуя Королевство Италия) — итальянский принц из Савойского дома; герцог Монферрато. Инвалид с детства. За свою короткую жизнь собрал богатые коллекции, сейчас входящие в собрания нескольких итальянских музеев.

## Биография

### Семья и ранние годы
Родился в королевском замке Раккониджи 11 июля 1846 года в семье короля Виктора Эммануила II и королевы Марии Аделаиды, урождённой эрцгерцогини Австрийской. Происходил из Кариньянской ветви Савойского дома, главы которой носили титул королей Сардинии и Пьемонта. Первым королём из этой ветви был дед принца по отцовской линии Карл Альберт, женатый на Марии Терезе, урождённой принцессе Тосканской и эрцгерцогине Австрийской. Последняя приходилась племянницей деду принца по материнской линии, ломбардо-венецианскому вице-королю Райнеру Иосифу, женатому на Марие Елизавете, урождённой принцессе Савойской, сестре деда принца по отцовской линии. С рождения носил титул герцога Монферрато.
Оттон был четвёртым ребёнком и третьим сыном королевской четы. До него в семье родились принцесса Мария Клотильда, принцы Гумберт и Амадей. После — принцесса Мария Пия. Двое младших братьев — принцы Карл Альберт и Виктор Эммануил умерли в младенческом возрасте. Ещё один младший брат, тоже Виктор Эммануил, умер сразу после рождения. В двухлетнем возрасте у самого Оттона обнаружили серьёзные проблемы со здоровьем. У него проявились первые симптомы карликовости и пороки в развитии. Нет точных сведений о диагнозе принца. По мнению одних биографов, у него был рахит. Другие предполагают, что он страдал дисплазией костей или несовершенным остеогенезом. Маленького Оттона подвергали постоянным хирургическим операциям, из-за чего длительное время он не мог двигаться, а после передвигался в инвалидной коляске или на костылях.
К восьми годам стало ясно, что принца не вылечить. До 1853 года Оттоном занимались мать и бабушка по отцовской линии. В 1851 году ему были назначены первые учителя. Летние каникулы он проводил с семьей в горах или у моря. В 1853 году король отправил его в Монкальери, где, вместе со старшими братьями, принц должен был получить образование. Учителями Оттона были офицеры Джузеппе Росси, Федерико делла Ровере и Бернардо Пес ди Вильямарина (преподавали военное искусство), аббаты Умберто Пиллет, Джорджо Мария Богей и Плачидо Поцци (гуманитарные науки), физик и геолог Анджело Зисмонда (естествознание), художник Анджело Беккария (скульптура и рисование). Из всех сыновей королевской четы Оттон показал лучшие результаты по геологии, физике, астрономии, истории, рисованию и скульптуре, музыке, литературе и французскому языку. Однако король не очень жаловал при дворе сына-инвалида, чьих пороков в развитии он, возможно, стыдился. Оттону запретили выходить в свет. После смерти матери и бабушки в январе 1855 года их место в жизни принца заняли его сёстры, особенно старшая, с которой у него сложились тесные отношения.

### Последние годы
Проведя лето 1861 года на вилле Ломеллини-Ростан, принц убедил отца позволить ему переехать из Монкальери на морское побережье. В дополнение к местному мягкому климату, который благоприятно действовал на его здоровье, выбор принца был продиктован огромной страстью к морю, родившейся в нём ещё в раннем детстве. Король позволил, и в ноябре 1861 года Оттон навсегда переехал в Геную. Двор юного принца возглавил адмирал Орацио Ди Негро. В его свиту вошли аббат Джузеппе Анзино, морские офицеры Густаво Альциари ди Малаузена и Галеаццо Фриджерьо, художник Анджело Беккария и доктор Эвазио Адами. Оттон занял небольшую комнату на третьем этаже в восточном крыле Королевского дворца в Генуе. Принц продолжил образование и занимался изучением технических и гуманитарных дисциплин — от географии до музыки, от языков до гребли; последний предмет был введён по приказу короля, присвоившего принцу звание капитана Королевского флота. В Королевском дворце им были устроены кабинет в «помпейском» стиле и «каллидарий» — оранжерея для археологической и ботанической коллекций соответственно. 
Выделяемые на его содержание средства Оттон тратил на благотворительность: помогал больным детям, сиротским приютам. Принц также покровительствовал институтам культуры — Генуэзской художественной академии, Лигурийскому историческому обществу и Обществу протекции искусствам, почётным членом которых он являлся. Резиденция Оттона стала одним из цетров культурной жизни в Генуе. У принца собирались и дискутировали местные офицеры, учёные и артисты. Сам Оттон был частым посетителем театров Фальконе и Карло-Феличе.

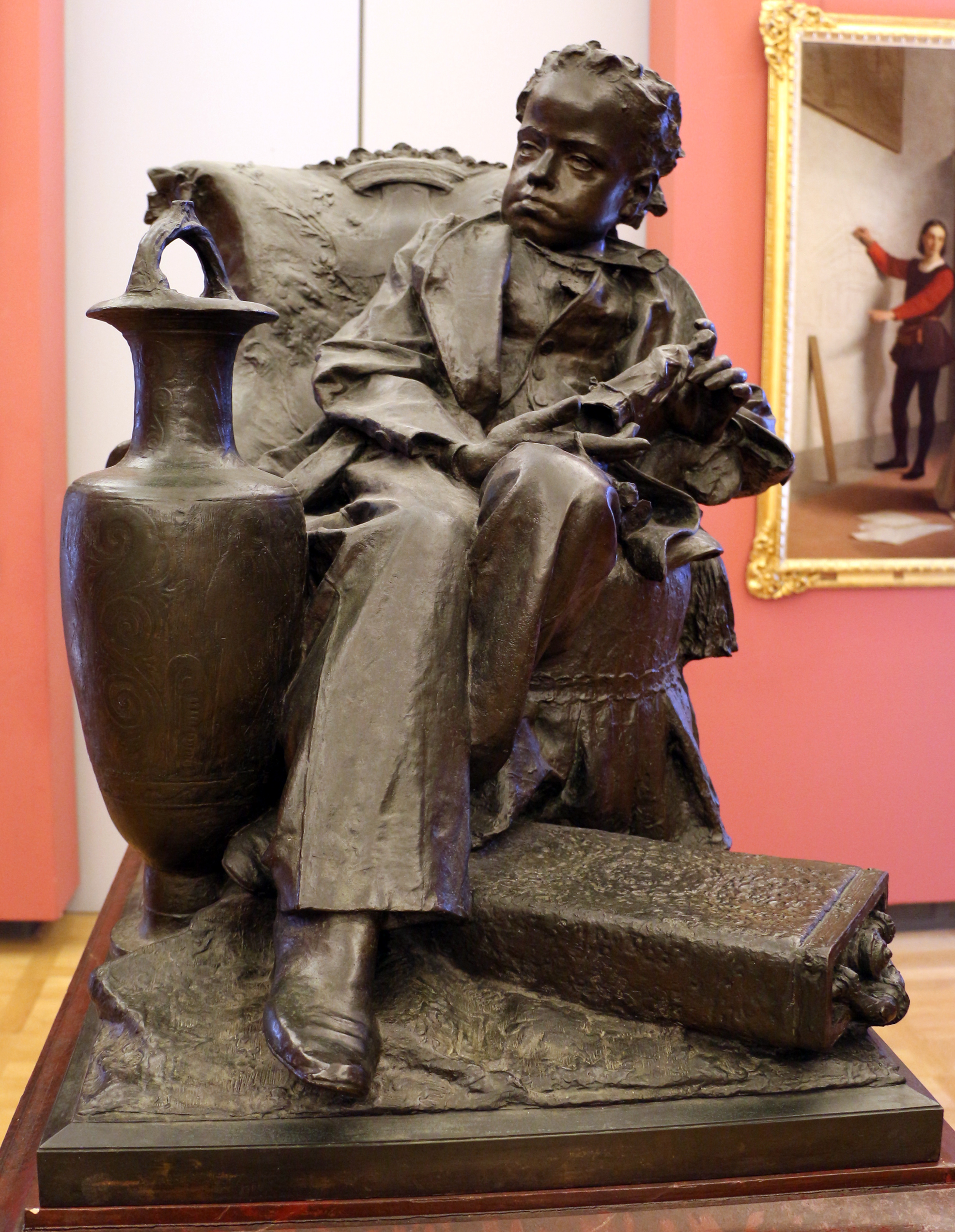
Посмертная скульптура работы Кинцино, Антонио Орацио (1891). Галерея современного искусства в Генуе

5 июня 1862 года он отправился с братьями в плавание по Средиземному морю. Путешествие носило характер учебной поездки на борту фрегата «Говерноло». Принцы посетили Кальяри, Палермо, Катанию, Мессину, Неаполь. 16 августа 1862 года они прибыли в Стамбул, откуда отправились в обратный путь. Путешественники вернулись в Геную 15 сентября. В 1863 году Оттон совершил ещё одно путешествие на Сардинию и в Неаполь, где занимался археологией, финансируя раскопки под руководством известного археолога Джузеппе Фьорелли. Поездки пробудили в принце интерес к древностям и античному искусству. За короткое время ему удалось собрать богатую коллекцию. Оттон живо интересовался всем и превратился в страстного коллекционера. Так, продолжая изучать естествознание под руководством Микеле Лессоны, в частности малакологию, он собрал богатую коллекцию ракушек, водорослей и колибри, которая ныне входит в собрания Музея естествознания Джакомо Дориа. Библиотека принца насчитывала более тысячи томов.
Летом 1864 года врачи не позволили ему отправиться в новое путешествие, рекомендовав морские бани. Принц поселился на вилле Дураццо-Бомбрини в генуэзском пригороде Корнильяно. Он решил приобрести эту виллу и устроить в ней резиденцию, превратив в центр для своих собраний и исследований. Король уступил просьбе крёстного отца принца и согласился на эту покупку. В сентябре 1865 года Оттон в последний раз посетил Турин для встречи со всеми своими братьями и сёстрами. Вскоре после этого у принца открылось сильное кровотечение и развилась водянка. Болезнь прогрессировала, и в ночь с 21 на 22 января 1866 года, не впадая в беспамятство, Оттон Савойский умер. После панихиды в соборе Святого Лаврентия в Генуе останки принца перевезли в Турин и похоронили в семейной усыпальнице Савойского дома в базилике Суперга.
Собранные принцем предметы античного и современного искусства были переданы королевской семьёй в разные музеи, в частности в Лигурийский музей археологии и Галерею современного искусства в Генуе. В Генуе в честь Оттона был назван участок прибрежной кольцевой дороги. В 1944 году фашистское правительство из-за конфликта с Савойским домом переименовало улицу. В Турине имя принца носит проспект.